# Herbita marmorata
Herbita marmorata är en fjärilsart som beskrevs av Paul Dognin 1900. Herbita marmorata ingår i släktet Herbita och familjen mätare. Inga underarter finns listade i Catalogue of Life.